# 楼継偉
楼継偉（ろう けいい、簡体字：楼继伟、繁体字：樓繼偉、英語：Lou Jiwei、ロウ・ジーウェイ、1950年12月24日 ‐ ）は、中華人民共和国の政治家、官僚。財政部長兼中央機構編成委員会委員、アジアインフラ投資銀行理事会主席、全国社会保障基金理事長などを歴任した。党第18次中央委員である。

## 経歴
1950年12月24日に浙江省義烏県に誕生する。1968年から中国人民解放軍に服役して南海艦隊4009部隊に所属していた。1973年に退役した後は北京首鋼グループに配属され、北京自動化研究所に勤務する。1978年に清華大学計算機系に入学し、卒業後は中国社会科学院研究生院に進学した。その後は国務院と中国社会科学院の職務を歴任する。なお1988年10月から1992年2月まで当時の上海の朱鎔基市長により上海市経済体制改革弁公室副主任に任命されている。1995年9月から1998年3月まで貴州省副省長も歴任した。その後は国務院院副秘書長、中国投資有限責任公司董事長、中央匯金投資公司董事長を歴任した後、2013年から李克強内閣にて財政部長を務めていたが、2016年11月に解任された。2021年12月11日の講演で中国の統計データが都合の良いものばかりだと中国の元閣僚としては異例の政府批判をした。

## 評価
市場経済を志向する改革派であり、歯に衣を着せぬ物言いは財政部長解任の理由にもなったとされる。2018年には「中米は宿命の夫婦であり、相手かつ仲間である」と発言した。
2019年には習李体制の推進する中国製造2025は計画経済的であるとして批判し、1980年代の日米貿易摩擦に伴うプラザ合意の円高で対中投資に積極的になった日本企業を中国は利用したが、その後の日本の失われた10年の原因はアメリカ合衆国では無く、失敗した産業政策・不動産バブルによる債務過剰にあり、中国は同じ轍を踏むべきではないと主張した。一方で米中貿易戦争について「アメリカは日本と同じように中国は屈服すると勘違いしている」と批判しており、西側の理想とする民主化にも否定的な保守派でもある。